# Ader Error
ADER ERROR is een Zuid-Koreaans modemerk en creatief collectief dat werd opgericht in 2014 in Seoul. Het merk staat bekend om zijn uniseks streetwear met een conceptuele, vaak gedeconstrueerde esthetiek en speelse benadering van mode. ADER ERROR combineert grafisch ontwerp, mode en kunst in collecties die bewust imperfectie en absurditeit omarmen. Het merk geniet wereldwijde erkenning en werkte samen met merken als Maison Kitsuné, PUMA, ZARA en Birkenstock. 

## Oprichting en filosofie
ADER ERROR werd opgericht door een anonieme groep van ontwerpers, fotografen en creatieven met een achtergrond in onder meer architectuur, design en kunst. De naam is een combinatie van “Aesthetic Drawing” en “Error”, wat verwijst naar de merkfilosofie: “But near missed things” – het vieren van imperfecties en alledaagse details die vaak over het hoofd worden gezien.  ADER ERROR beschouwt zichzelf als een cultureel platform eerder dan een klassiek modemerk. 

### Retail en aanwezigheid
ADER ERROR begon met een kleine winkelruimte in een steegje in het district Itaewon (Seoul). Inmiddels heeft het merk een opvallende flagshipstore in Hongdae, Seoul, die eerder aanvoelt als een kunstgalerie dan een traditionele winkel. Het interieur verandert regelmatig en weerspiegelt de collectie of thematiek van het seizoen. ADER ERROR organiseert ook internationale pop-up shops en tentoonstellingen in onder andere Tokio, Parijs en New York. 